# Köln-Mülheim (Stadtbezirk)
Mülheim ist der Stadtbezirk 9 von Köln. Er umfasst die Stadtteile Buchforst, Buchheim, Dellbrück, Dünnwald, Flittard, Höhenhaus, Holweide, Mülheim und Stammheim.
Der Stadtbezirk 9 trägt den Namen seines bevölkerungsreichsten Stadtteils Mülheim.
Zu Zeiten des alten Postleitzahlensystems hatten die Stadtteile des Bezirks die Zeichenkette '5000 Köln 80', seit 1993 unterteilt in die neuen Zustellbezirke mit den Nummern '51061' bis '51069'.

## Lage
Der Stadtbezirk grenzt im Norden an Leverkusen, im Osten an Bergisch Gladbach und im Süden an die Stadtbezirke Kalk und Innenstadt. Im Westen stellt der Rhein die Grenze zum Stadtbezirk Nippes dar.

## Geschichte
Das Rechtsrheinische Ufer war bereits in der Vorchristlichen Zeit durch den Germanenstamm der Ubier besiedelt. Diese siedelten vermutlich bis jedenfalls zur Wuppermündung. Der Rhein flutete jedoch bei Hochwasser deutlich weiter als heute, nämlich etwa bis an die heutigen Stadtteile Dünnwald und Höhenhaus heran (alte sog. Rheinarme), die teils höher und auf der Rheindüne liegen. Die Siedlungsgebiete lagen daher überwiegend auf der Heideterrasse, wo im rechtsrheinischen Raum vor und auf der Heideterrasse (also auch in den nicht überfluteten Ufergebieten) überwiegend die Viehzucht betrieben wurde.

### Ehemalige Oberbürgermeister
Während der Zeit der Kreisfreiheit der Stadt Mülheim am Rhein haben zwei Oberbürgermeister die Geschicke der Stadt geleitet. Zum einen war dies Friedrich Wilhelm Steinkopf, der von 1876 bis 1908 amtierte. Bernhard Clostermann war Oberbürgermeister von 1909 bis zur Eingliederung in die Stadt Köln im Jahr 1914.

### Zweiter Weltkrieg
Am 28. Oktober 1944 flogen Bomber der Royal Air Force einen schweren Luftangriff auf Köln-Mülheim und andere Stadtteile Kölns.
Die fünf großen Kirchen in Mülheim (Friedenskirche, St. Clemens, Liebfrauenkirche, Herz-Jesu-Kirche und die evang. Lutherkirche), die Bahnstrecke zwischen Mülheim und Köln-Kalk und vieles mehr wurden zerstört.
Die heutige Mülheimer Brücke wurde 1951 eröffnet und ist die dritte Brücke an derselben Stelle. Die erste Brücke war die 1888 eröffnete Mülheimer Schiffbrücke, die Mülheim an das linksrheinische Ufer anband. Diese Schiffsbrücke wurde 1929 durch eine unechte Hängebrücke ersetzt, die dann im Zweiten Weltkrieg zerstört wurde, als  eine einzelne Fliegerbombe am 14. Oktober 1944 die mit Sprengstoff gefüllte linksrheinische Sprengkammer traf. Am Mittag des 14. Oktober 1944 wurde die damalige Mülheimer Brücke daher bei einem Luftangriff der USAAF zerstört.

## Politik
| Sitzverteilung in der Bezirksvertretung Köln-Mülheim 2020Insgesamt 19 Sitze - Linke: 2 - PARTEI: 1 - SPD: 5 - Grüne: 5 - CDU: 4 - FDP: 1 - AfD: 1 Bezirksvertretungswahl 2020in Prozent %3020100 28,427,319,88,55,84,12,2 GrüneSPDCDULinkeAfDFDPPARTEISonst.Gewinne und Verlusteim Vergleich zu 2014 %p 12 10 8 6 4 2 0 −2 −4 −6 −8+11,1−6,1−5,1+0,8+1,6+0,6+4,1−6,8GrüneSPDCDULinkeAfDFDPPARTEISonst. |

## Verkehr
Der Bezirk ist mit den Bahnstrecken Köln Hbf – Köln-Mülheim – Leverkusen – Düsseldorf und Köln Hbf – Köln-Mülheim – Leverkusen-Opladen – Solingen Hbf – Wuppertal, den S-Bahn-Linien S 6 nach Essen über Düsseldorf und Leverkusen und S 11 nach Bergisch Gladbach sowie mit den Stadtbahnlinien 3, 4, 13 und 18 erschlossen.
Am Bahnhof Köln-Mülheim halten S-Bahn-Züge, Regionalbahn-Züge und Regional-Express-Züge (darunter befinden sich direkte Verbindungen nach Aachen, Bonn, Düsseldorf, Wuppertal und ins Ruhrgebiet). Es besteht Umsteigemöglichkeit zur Stadtbahn, die hier im Tunnel verkehrt.
An das Fernstraßennetz ist der Bezirk durch die Bundesautobahnen 3, 4 und die Bundesstraßen 8, 51 und 506 angebunden.

## Bilder

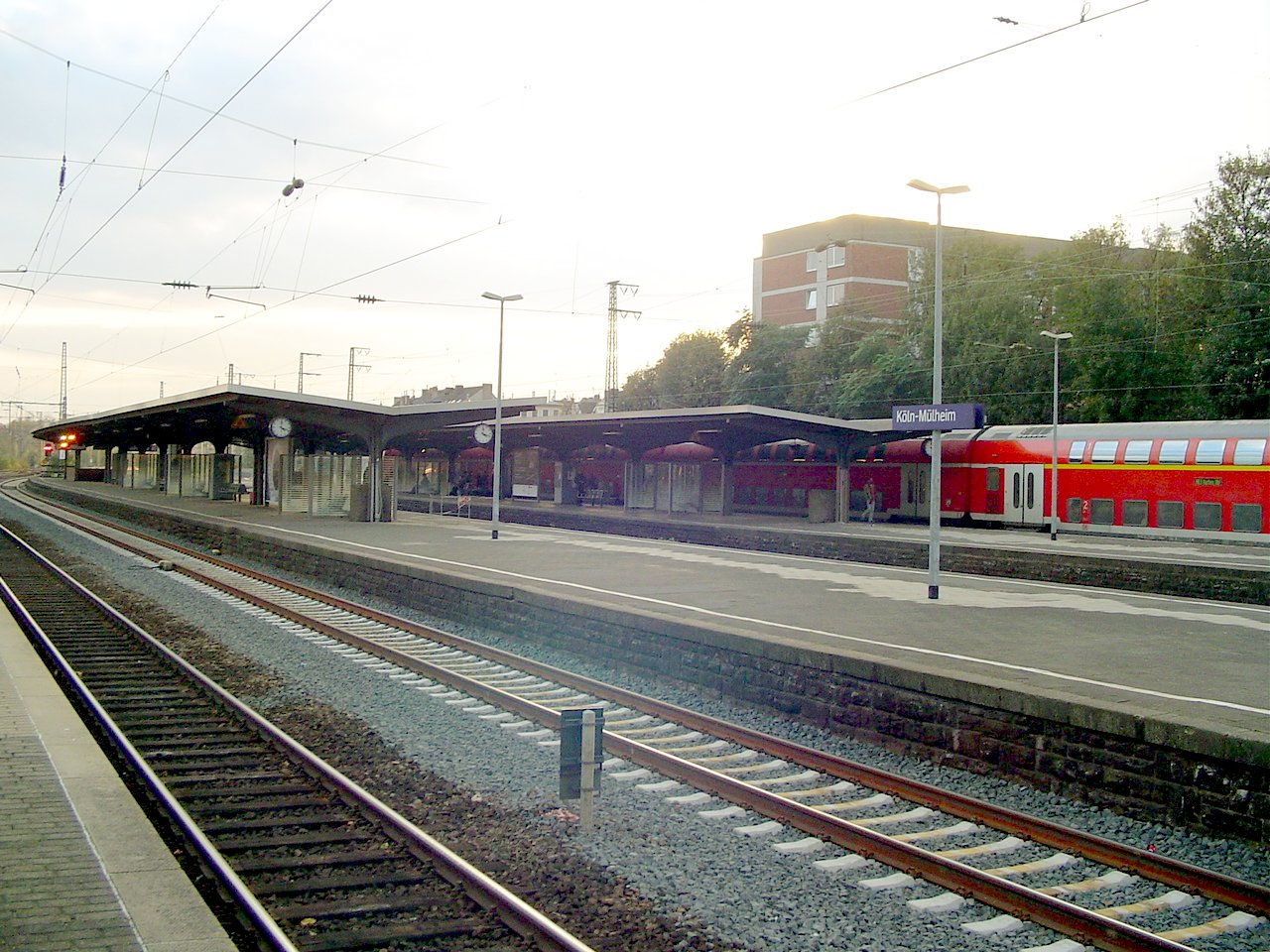
Bahnhof Mülheim
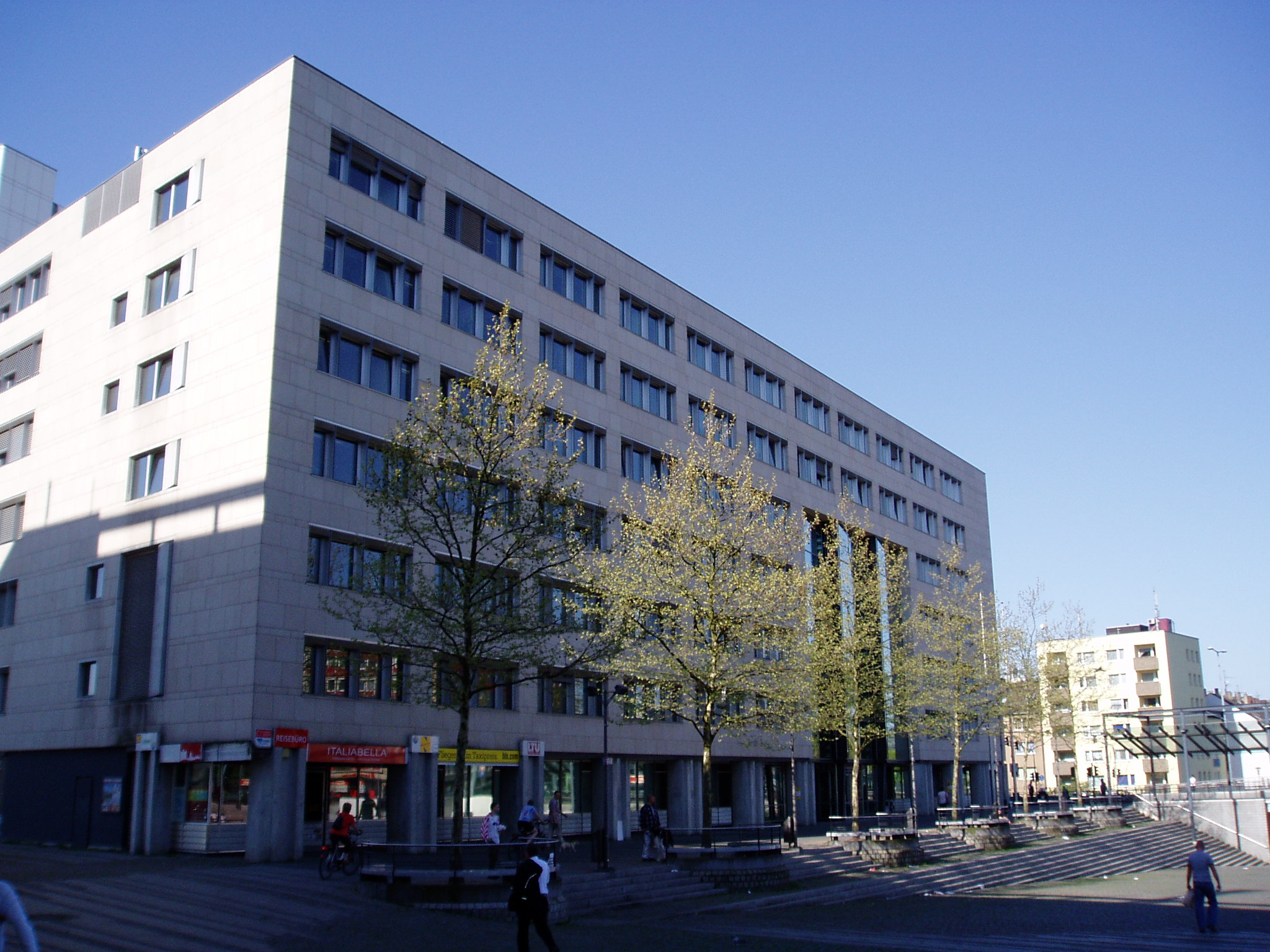
Bezirksrathaus Mülheim am Wiener Platz
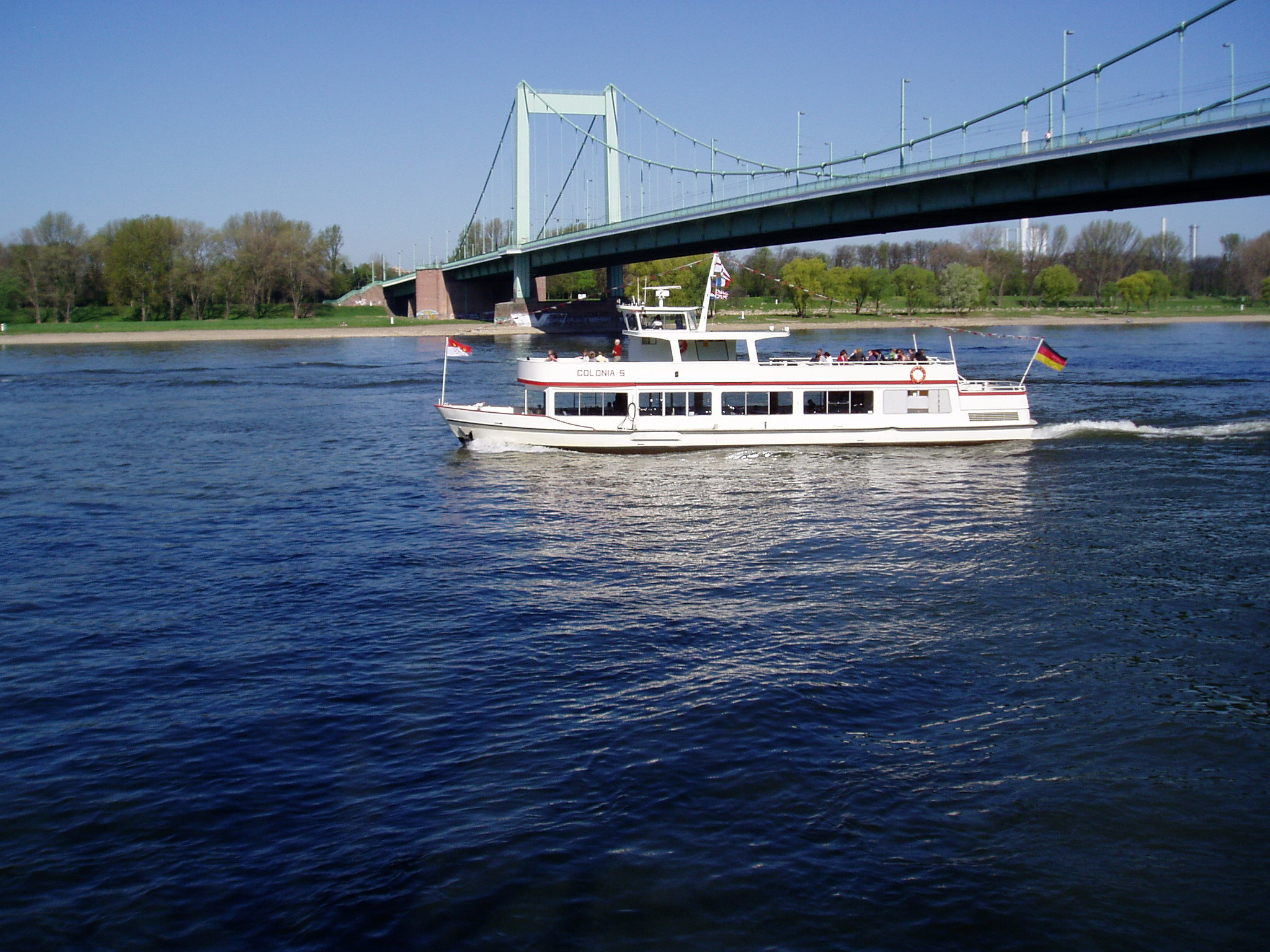
Mülheimer Brücke mit Rundfahrtschiff, Blick auf das Riehler Ufer